# St. Marien (Winterthur-Oberwinterthur)

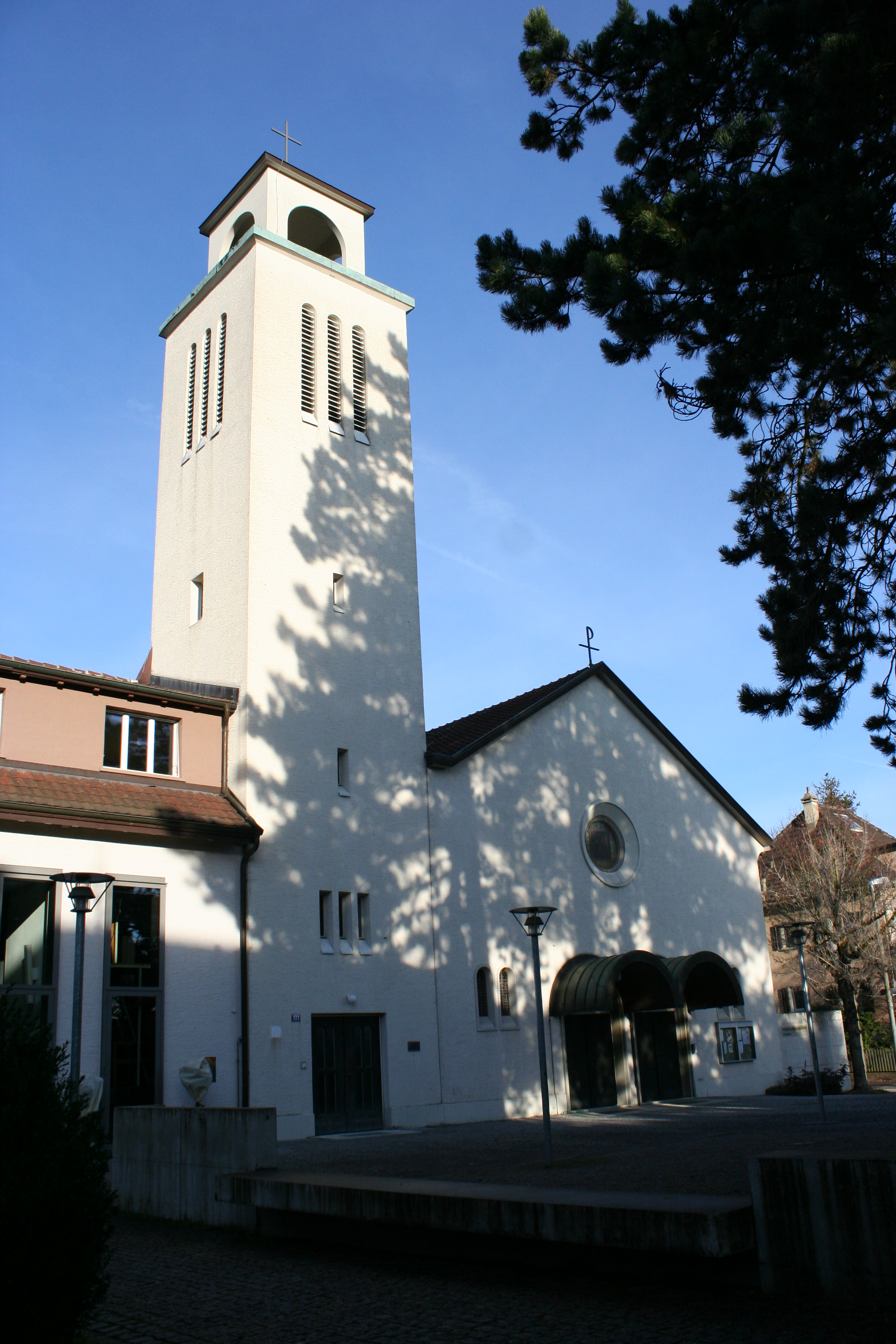
Kirche St. Marien

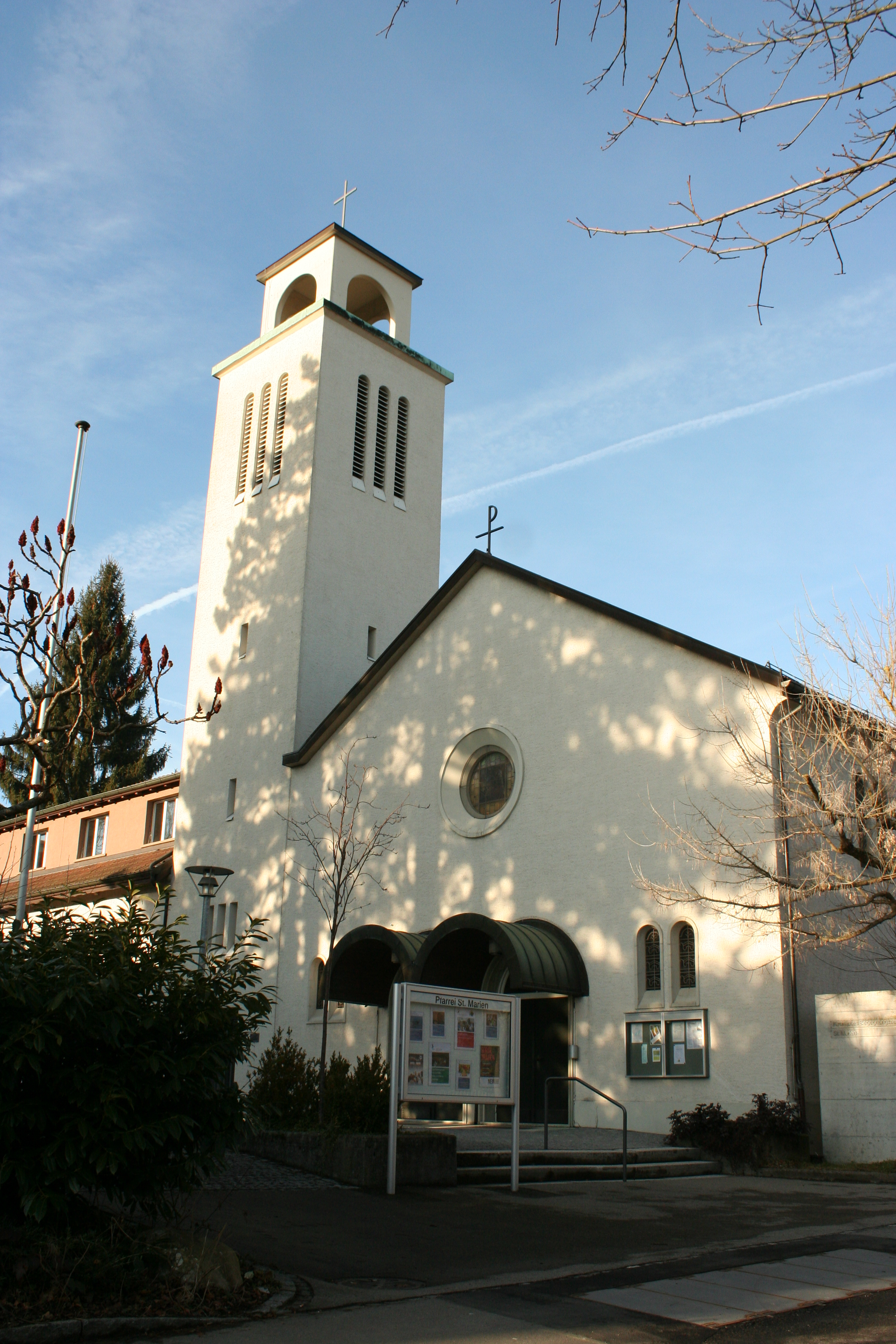
Ansicht von der Römerstrasse

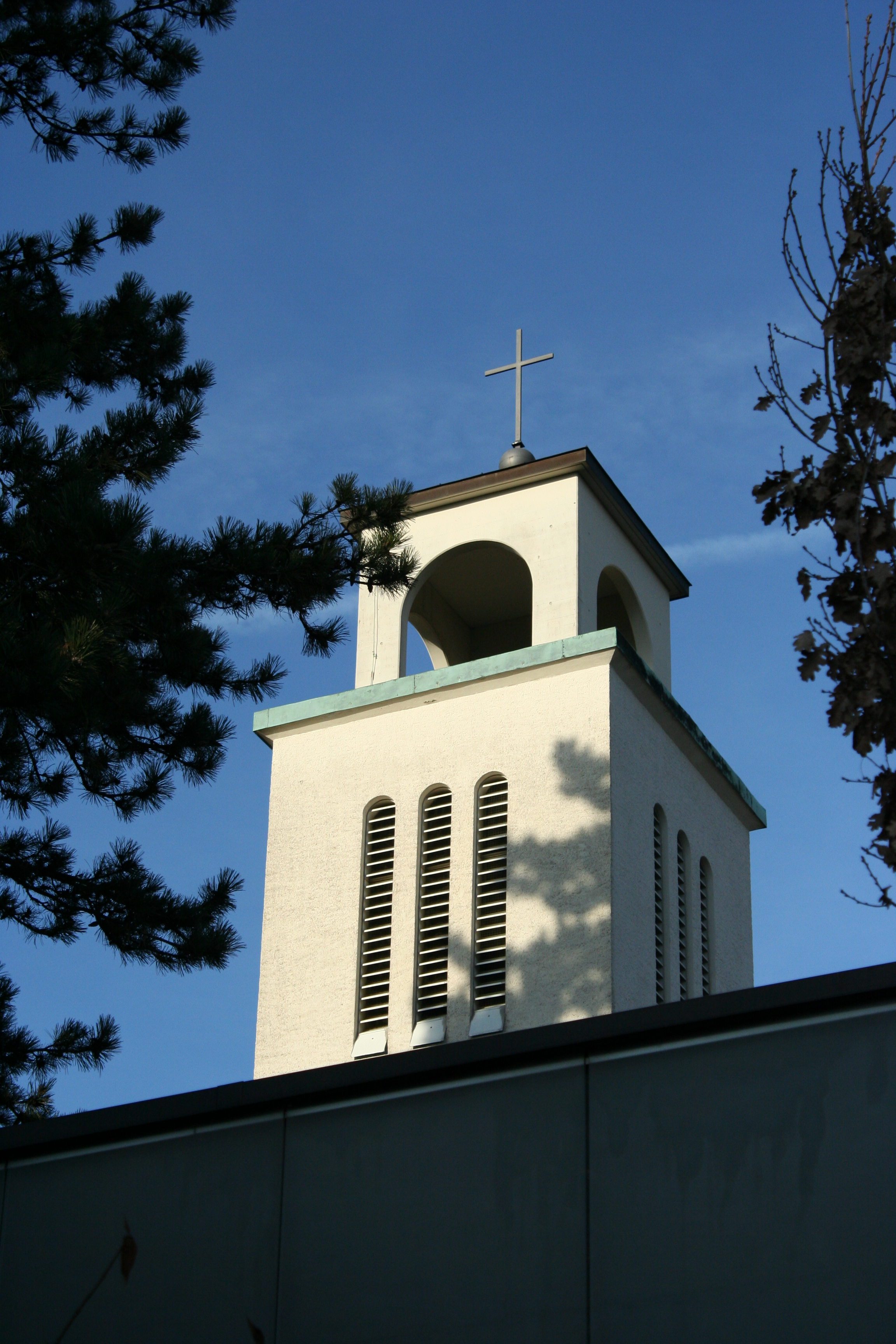
Kirchturm

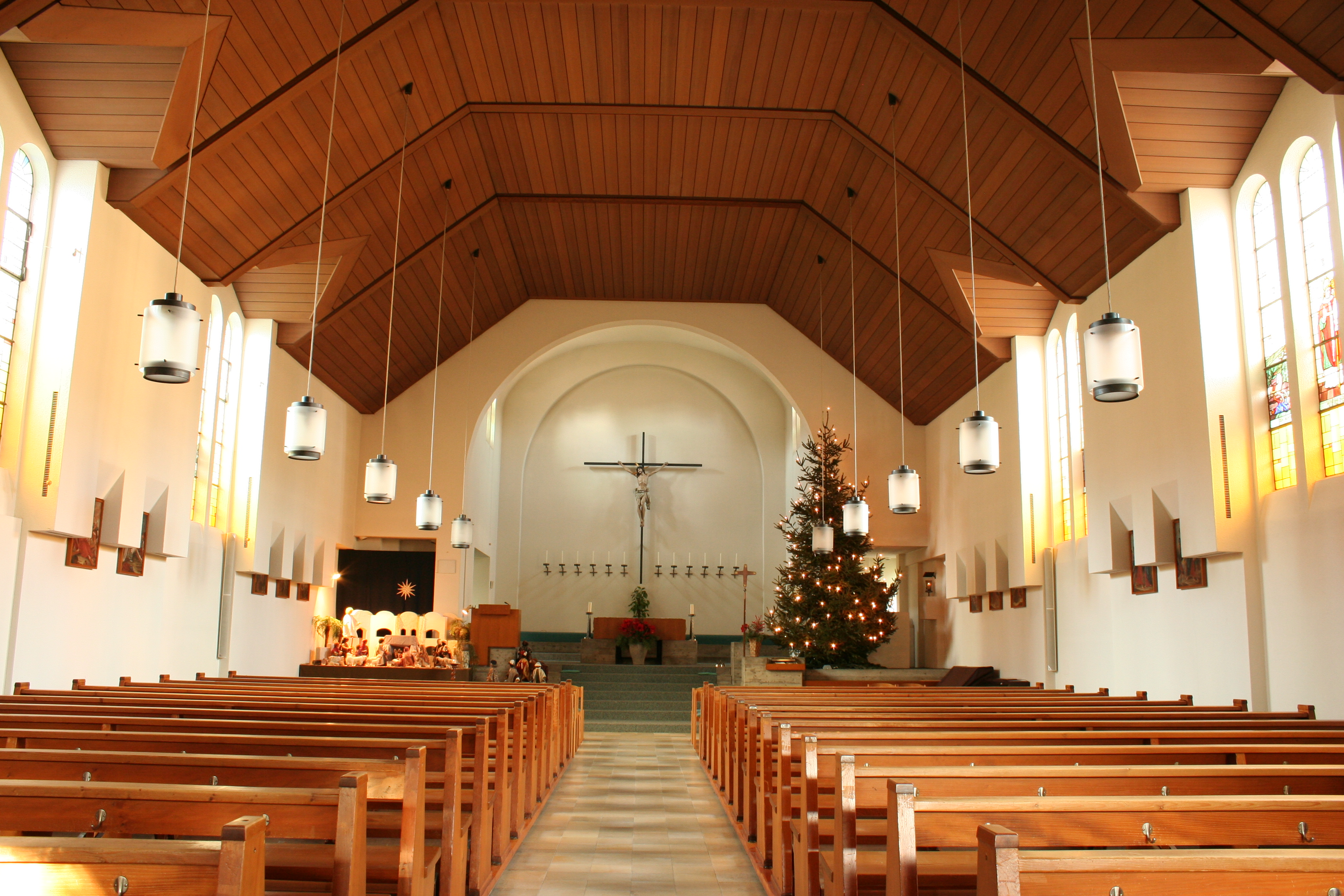
Innenansicht

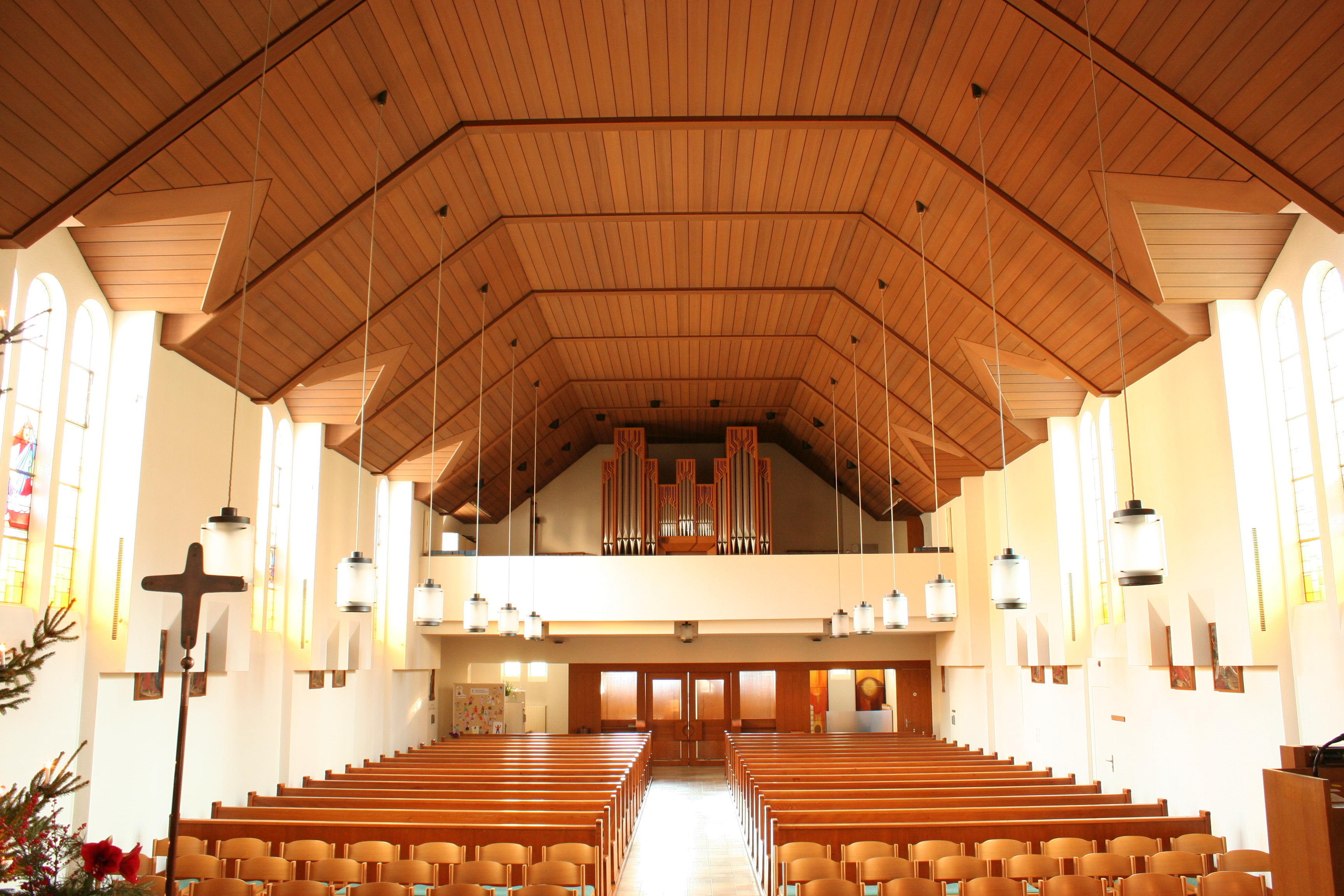
Blick zur Empore

Die Kirche St. Marien ist eine römisch-katholische Pfarrkirche in der Stadt Winterthur. Sie steht im Quartier Oberwinterthur und ist nach der Kirche St. Peter und Paul, St. Josef und Herz Jesu die viertälteste katholische Kirche der Stadt.

## Geschichte

### Vorgeschichte und Namensgebung
Die mittelalterliche Kirche von Oberwinterthur war wahrscheinlich ursprünglich dem Hl. Arbogast geweiht, aber im 14. Jahrhundert wurde als Kirchenpatron auch der Hl. Petrus genannt. Im Jahr 1427 findet sich jedoch wieder die Nennung des Hl. Arbogast. Gegründet wurde die Kirche um 625 auf merowingisch-fränkischem Königsgut von König Dagobert, der ein Verehrer des Hl. Arbogast gewesen war. Gleichzeitig wurde die Kirche dem Bischofssitz Konstanz übereignet. Das Patronat der Kirche wurde 1350 vom Bischof an das Kloster Petershausen übertragen, von daher stammt wohl der Titelheilige St. Petrus. Im Jahr 1581 wurde das Patronat an Zürich verkauft. 
Folgende Kirchenbauten konnten nachgewiesen werden: Der Urbau war merowingisch-karolingisch um das Jahr 625, danach folgte im 12./13. Jahrhundert eine romanische Kirche mit Choranbau und Turm. In den Jahren 1346 und 1361 sind Erweiterungen nachgewiesen. Der folgende Kirchbau, der heute als reformierte Kirche Verwendung findet, stammt aus den Jahren 1486–1490. Als in Zürich ab dem Jahr 1523 die Reformation durchgeführt wurde, folgte der in Oberwinterthur amtierende Leutpriester Hans Bosshart der reformatorischen Lehre Huldrych Zwinglis und ermöglichte so die Entfernung der Altäre samt ihren Gemälden. Die Fresken wurden übertüncht, sind heute aber wieder sichtbar und gelten als Kunstdenkmal des späten Mittelalters. Im Jahr 1527 wurde in der Kirche von Oberwinterthur durch Ratsbeschluss die Reformation endgültig umgesetzt und fortan für reformierte Gottesdienste verwendet. Nach der Reformation war der katholische Kult im ganzen Einflussgebiet Zürichs für die nächsten Jahrhunderte verboten.
Das Toleranzedikt des Zürcher Regierungsrats vom 10. September 1807 erlaubte erstmals wieder eine katholische Gemeinde in Zürich. Als am 22. April 1862 der Kantonsrat von Zürich die Aufhebung des Klosters Rheinau beschloss, verband der Kanton die Aufhebung des Klosters mit der Notwendigkeit, das Klostervermögen einer neuen, gesetzlich geregelten Nutzung zuzuführen. Dies führte zur Ausarbeitung eines katholischen Kirchengesetzes. Das sog. Erste zürcherische Kirchengesetz im Jahr 1863 anerkannte die katholischen Kirchgemeinden neben Zürich auch in Winterthur, Dietikon und Rheinau (die letzten beiden waren traditionell katholisch geprägte Orte). 
Am 10. August 1862, dem Gedenktag des mittelalterlichen Stadtpatrons St. Laurentius, fand in Winterthur erstmals seit der Reformation wieder ein offizieller katholischer Gottesdienst statt. Dieser wurde im Betsaal der alten Stadtkanzlei abgehalten. Am 13. Dezember 1863 – also bereits ein Jahr vor der Ausformulierung des staatlichen Kirchengesetzes im Kanton Zürich – fand dann die Gründungsversammlung der katholischen Kirchgemeinde von Winterthur statt. Im Jahr 1868 wurde die Kirche St. Peter und Paul im neu entstandenen Quartier Neuwiesen als erste katholische Kirche der Stadt Winterthur erbaut. Sie war bis zum Bau der anderen sechs katholischen Pfarrkirchen ab dem Beginn des 20. Jahrhunderts das Zentrum für das kirchliche Leben der nach Winterthur einwandernden Katholiken.

### Entstehungs- und Baugeschichte
Die Pfarrei St. Marien im Quartier Oberwinterthur ist eine Tochterpfarrei von St. Peter und Paul Winterthur-Neuwiesen. Ab dem Jahr 1901 wurde für die Kinder im Quartier katholischer Religionsunterricht durch die Seelsorger von St. Peter und Paul abgehalten. Am 1. Februar 1907 wurde der Römerhof gekauft, ein Restaurant mit genügend Umland, sodass darauf später eine Kirche gebaut werden konnte. Im Römersaal dieses Restaurants fand am 1. Dezember 1907, dem 1. Adventssonntag, der erste katholische Gottesdienst seit der Reformation in Oberwinterthur statt. Zwar war die Pfarrei St. Peter und Paul Winterthur eine staatlich anerkannte Pfarrei und profitierte von Steuereinnahmen und staatlichen Beiträgen. Aber die Schaffung weiterer Kirchgemeinden im Raum Winterthur wurde vom Regierungsrat des Kantons Zürich im Jahr 1914 abgelehnt, sodass die Entwicklung der katholischen Gemeinde in Oberwinterthur auf privat- und vereinsrechtlicher Basis erfolgen musste. Mit Hilfe des Diözesanen Kultusvereins von Chur und Eigenleistungen konnten in den folgenden Jahren bauliche Veränderungen vorgenommen werden. So wurde der Saal des Restaurants Römerhof im Jahr 1919 zu einem Gottesdienstlokal umgewandelt, das fortan nur noch kirchlichen Zwecken diente. Die Kapelle wurde am 16. Februar 1919 benediziert. Im gleichen Jahr ernannte der Bischof von Chur, Georg Schmid von Grüneck, die Gemeinde von Oberwinterthur zum Pfarrrektorat. Im Jahr 1925 brannte der Römerhof ab und alle Gebäude wurden zerstört, das Gottesdienstlokal als einzige Ausnahme nur in Mitleidenschaft gezogen. Vom 14. März bis zum 14. Oktober 1925 wurde deshalb für den Pfarrer und seine Haushälterin ein Pfarrhaus errichtet. 
In den folgenden Jahren sammelte die Gemeinde Geld, um einen Kirchenneubau zu finanzieren, der dann in den Jahren 1935–1936 durch den Stuttgarter Architekten Albert Otto Linder realisiert wurde. Zusätzlich wurden ein Saal mit über 200 Sitzplätzen sowie eine Schwesternwohnung an die Kirche angebaut. Die Schwestern stammten von der Kongregation der Anbeterinnen des Blutes Christi aus Schaan FL und übernahmen Aufgaben in der Kranken- und Alterspflege und engagierten sich auch in weiteren pfarreilichen Bereichen. Die Kirche wurde zu einer Maria-Hilf-Kirche ernannt. Die Einsegnung der Kirche nahm am 3. Mai 1936 der Bischof Laurenz Matthias Vincenz vor, die Kirchweihe erfolgte nach einer Renovation gut 20 Jahre später durch Bischof Christian Caminada am 27. April 1957. Im Jahr 1970 wurde St. Marien zur eigenständigen Pfarrei erhoben und von St. Peter und Paul abgetrennt. Im Jahr 1976 wurde die Kirche im Innern renoviert und an die Vorgaben des Zweiten Vatikanischen Konzils angepasst. Am 19. Dezember 1976 wurde die renovierte Kirche erneut geweiht. In den Jahren 2003–2004 gestalteten die Architekten Walter Hollenstein und Andreas Bertet das Pfarreizentrum um.
Zu St. Marien Oberwinterthur gehörten einst 24 Gemeinden, u. a. Sulz, Rickenbach, Seuzach, Attikon und Wiesendangen. Die heutigen Pfarreien St. Martin Seuzach und St. Martin Wiesendangen sind Tochterpfarreien von St. Marien Oberwinterthur.
Im Jahr 2013 eröffnete die katholische Kirchgemeinde Winterthur im Neubaugebiet Neuhegi den Anhaltspunkt, ein Begegnungszentrum, welches organisatorisch der Pfarrei St. Marien angeschlossen ist.
Die Pfarrei St. Marien gehört zusammen mit den anderen katholischen Pfarreien der Stadt zur Kirchgemeinde Winterthur im Bistum Chur. Diese ist mit ihren 23'622 Mitgliedern (Stand 2021) die grösste katholische Kirchgemeinde des Kantons Zürich.

## Baubeschreibung

### Kirchturm und Äusseres
Am 24. April 1957 wurden für die Kirche St. Marien in der Giesserei Karl Czudnochowsky bei München vier Glocken gegossen, welche am 19. Mai vom Abt Basilius Niederberger vom Kloster Mariastein geweiht wurden. Am 22. Mai zog die Schuljugend die Glocken in den Turm auf. Das Geläute ist auf die Glocken der reformierten Kirche abgestimmt und hat ein Gesamtgewicht von 7100 kg. Es erklingt in der Tonfolge A°, c′, d′, f′. Geweiht sind die Glocken der heiligen Dreifaltigkeit, der Muttergottes, dem Hl. Josef und den Schutzengeln zusammen mit dem Hl. Arbogast.

### Innenraum und künstlerische Ausstattung
Die Kirche St. Marien ist als Längsbau eine sogenannte Wegkirche, die den Besucher durch den sakralen Raum hin zum zentralen Geschehen der Kirche, zur Eucharistie-Feier führt. Die Innenausstattung der Kirche gibt Zeugnis ab von der Geschichte der Pfarrei. Es finden sich Glasfenster aus der Erbauungszeit der Kirche, im hinteren Bereich der Kirche in einer Nische eine Taufkapelle, auf der anderen Seite eine Andachtsecke mit Marien-Mosaik. Als die Kirche nach der Liturgiereform des Zweiten Vatikanischen Konzils in den 1970er Jahren den neuen Bedürfnissen der Gottesdienstfeier angepasst wurde, erhielt die Kirche einen schlichten Volksaltar, auf der rechten Seite einen massiven, kubischen Tabernakel sowie einen Ambo. Um die Kirche freundlicher und harmonischer zu gestalten, wurde in dieser Zeit auch eine neue Holzdecke eingebaut, die zur warmen Ausstrahlung der ursprünglich nüchtern konzipierten Kirche beiträgt. Die Empore über dem Eingang der Kirche bietet Platz für Chor und Orchester sowie für die Orgel.

### Orgel
Im Jahr 1936 erhielt die Kirche St. Marien ihre erste Orgel. Es handelte sich um ein Instrument von der Orgelbaufirma Metzler mit einem Freipfeifenprospekt und 18 Registern auf zwei Manualen und Pedal.
Anlässlich der Renovation der Kirche im Jahr 1976 erhielt die Gemeinde ihre heutige Orgel, welche von Orgelbau Kuhn gefertigt wurde. Das Instrument verfügt über 19 Register, die auf zwei Manuale und Pedal verteilt sind.
| I Hauptwerk C–g3 |        |
| Pommer           | 16′    |
| Principal        | 8′     |
| Rohrflöte        | 8′     |
| Octave           | 4′     |
| Nachthorn        | 4′     |
| Quinte           | 2 ⁄3′  |
| Octave           | 2′     |
| Terz             | 1 3⁄5′ |
| Mixtur IV        | 1 ⁄3′  |

| II Schwellwerk C–g3 |       |
| Gedackt             | 8′    |
| Blockflöte          | 4′    |
| Principal           | 2′    |
| Quinte              | 1 ⁄3′ |
| Cymbel III          | 1⁄2′  |
| Vox humana          | 8′    |

| Pedal C–f1 |     |
| Subbass    | 16′ |
| Octavbass  | 8′  |
| Octave     | 4′  |
| Posaune    | 8′  |

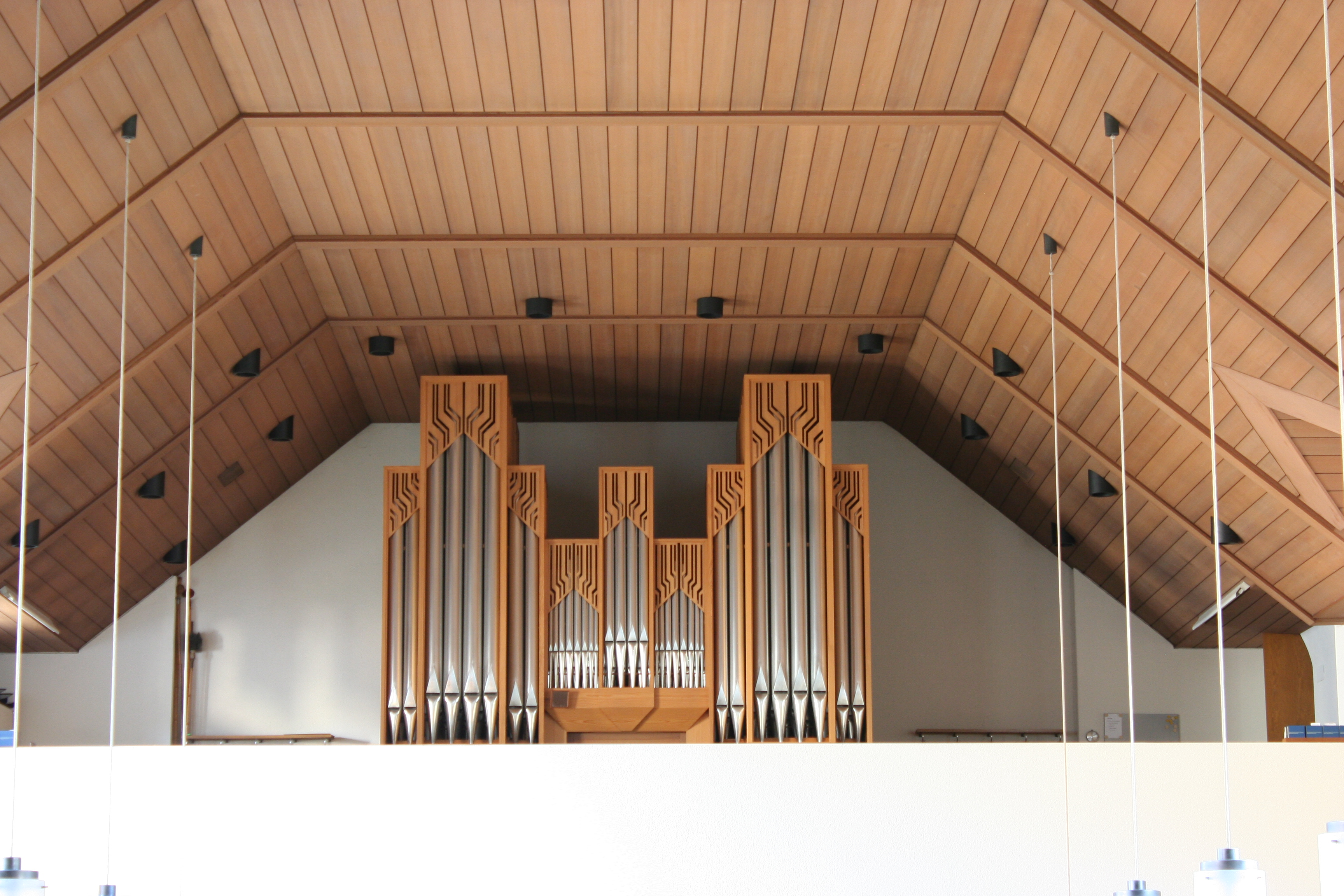
Orgel von 1976

- Koppeln: II/I, I/P, II/P, Tremulant